# Colonia el Zapote
Colonia el Zapote är en ort i Mexiko.   Den ligger i kommunen Indaparapeo och delstaten Michoacán de Ocampo, i den södra delen av landet, 190 km väster om huvudstaden Mexico City. Colonia el Zapote ligger 2 021 meter över havet och antalet invånare är 150.
Terrängen runt Colonia el Zapote är kuperad söderut, men norrut är den platt. Runt Colonia el Zapote är det ganska tätbefolkat, med 86 invånare per kvadratkilometer. Närmaste större samhälle är Zinapécuaro, 17,7 km nordost om Colonia el Zapote. I omgivningarna runt Colonia el Zapote växer huvudsakligen savannskog.